# Ноэль, Мари
Мари Ноэль, настоящее имя Мари Руже (фр. Marie Noël, Marie Rouget; 16 февраля 1883, Осер, Франция — 23 декабря 1967, там же) — французская поэтесса. Её поэзия, искренняя, эмоциональная и проникнутая глубоким христианским чувством, высоко ценилась современниками. С 2017 года католической церковью ведётся процесс беатификации Мари Ноэль.

## Биография и творчество
Мари Руже родилась в 1883 году в Осере. Её родителями были Луи Руже и Мари-Эмили-Луиза Бара, двоюродные брат и сестра. В 1884 году семья переехала в дом неподалёку от Осерского собора: впоследствии в этом доме пройдёт почти вся жизнь Мари. Её отец преподавал философию в коллеже; он был агностиком, но прекрасно знал Евангелие и познакомил дочь с основами христианского вероучения. Мари была крещена, и её крёстным отцом стал Рафаэль Перье, преподаватель литературы и поэт. Он же первым заметил талант Мари и поддержал её творчество. Поскольку девочка имела слабое здоровье, она училась преимущественно дома (хотя потом посещала лицей), в том числе под руководством отца, и много читала. Двоюродный брат Мари, Жюльен Бара, учившийся в Париже, познакомил её с поэзией Верлена и музыкой Форе и Дебюсси.
Регулярно писать Мари начала в 1902 году. В 1904 году произошло событие, ставшее переломным в жизни поэтессы: на третий день после Рождества умер её маленький брат Эжен. Затем, также на Рождество, расстроилось её замужество. Став для Мари серьёзным испытанием, эти события вместе с тем укрепили её в вере и повлияли на выбор псевдонима: фр. Noël — «Рождество». Впервые её стихотворения были опубликованы в 1910 году в «Revue des deux mondes».
В 1920 году, после долгой депрессии, Мари оказалась в лечебнице для душевнобольных. Её психиатр, доктор Паж, увидел в ней одарённую поэтессу и порекомендовал её издателю Сансо. Первый стихотворный сборник Мари Ноэль, «Les Chansons et les Heures» («Песни и Часы»), был опубликован в 1920 году за счёт автора. За ним последовали «Le Rosaire des joies» («Чётки радостей», 1929), «Chants de la Merci» («Песни милосердия», 1930) и «Chants et Psaumes d’automne» («Осенние песни и псалмы», 1947).
В поэзии Мари Ноэль искреннее и страстное исповедание веры сочетается с философскими исканиями и сомнениями, христианское смирение — с душевным смятением и отчаянием. При этом её лирика отличается музыкальностью и напевностью, в ней сильно песенное начало. Именно это сочетание формы, близкой к народной песне с её простой ритмической структурой и регулярной рифмовкой, и глубоко индивидуального, трагичного мироощущения составляет оригинальность поэзии Мари Ноэль. Помимо стихотворений, она также является автором одноактной пьесы-«миракля» «Jugement de Don Juan» («Суд Дон Жуана», 1955), прозаических сборников («Contes», 1945; «Petit Jour», 1951; «La Rose rouge», 1960) и произведений автобиографического характера («Notes intimes», 1959 и «Le Cru d’Auxerre», 1967).
Ещё при жизни Мари Ноэль была высоко оценена современниками. Её поэзией восхищались Монтерлан, Валери, Бернанос, Арагон, Колетт, Анна де Ноай. В частности, Анри де Монтерлан считал Мари Ноэль величайшим из современных французских поэтов. Она получила ряд премий и наград, в том числе Гран При Общества Литераторов (Grand prix de la Société des Gens de Lettres, 1962), Гран При Французской Академии за поэтическое искусство (Grand prix de poésie de l’Académie française, 1962) и Гран При за поэтическое искусство города Парижа (Grand prix de la Poésie de la Ville de Paris, 1964). В 1960 году генерал де Голль лично вручил Мари Ноэль Орден Почётного легиона со словами, что в её лице он приветствует саму поэзию. В 1962 году композитор Роже Бутри написал на тексты из её сборника «Чётки радости» ораторию, премьера которой состоялась в 1963 году в Театре Елисейских полей. В 1964 году Мари Ноэль было присвоено звание Командора Искусств и Изящной словесности.
Мари Ноэль умерла в родном Осере 23 декабря 1967 года. В 2017 году, в год пятидесятилетия смерти поэтессы, по инициативе епископов Франции был начат официальный процесс её беатификации.

## Переводы на русский язык
- Мари Ноэль (Мари Руже). Золотые башмачки (сказка, перевод М. Яснова) = Les sabots d'or // Тайны замка Пиктордю. — Минск: Унiверсiтэцкае, 1995. — С. 355—364. — 400 с. — (Тропинкой сказки). — ISBN 985-09-0051-2.